# 圣西梅翁德布雷雪
圣西梅翁德布雷雪（法語：Saint-Siméon-de-Bressieux，法語發音：[sɛ̃ simeɔ̃ də bʁɛsjø]，意为“布雷雪的圣西梅翁”）是法国伊泽尔省的一个市镇，位于该省西部，原属格勒诺布尔区，2017年起改属维埃纳区。

## 地理
圣西梅翁德布雷雪（45°19'42"N, 5°15'42"E）面积18.79 平方千米，位于法国奥弗涅-罗讷-阿尔卑斯大区伊泽尔省，该省份为法国东南部内陆省份，北起顺时针与安省、萨瓦省、上阿尔卑斯省、德龙省、阿尔代什省、卢瓦尔省和罗讷省。
与圣西梅翁德布雷雪接壤的市镇（或旧市镇、城区）包括：布雷雪、布雷赞、沙特奈、拉科特圣安德烈、马尔南、圣皮埃尔德布雷雪、萨尔迪约。
圣西梅翁德布雷雪的时区为UTC+01:00、UTC+02:00（夏令时）。

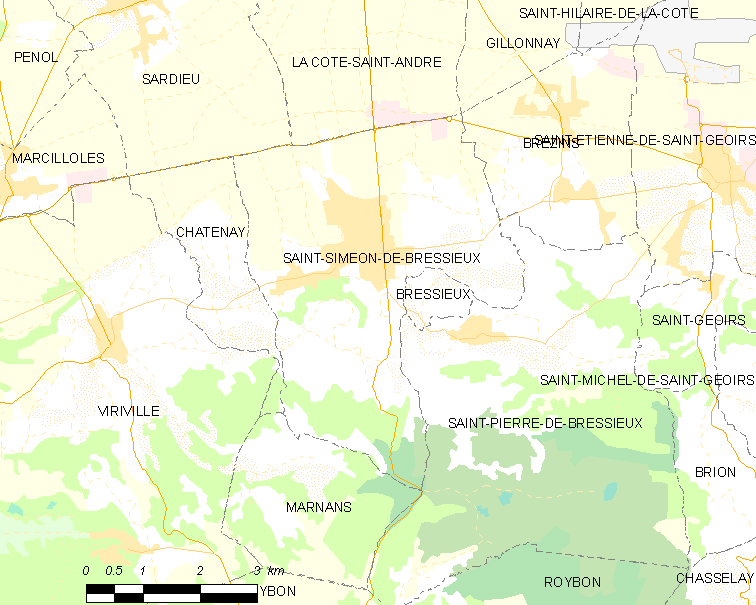
圣西梅翁德布雷雪的OSM定位图

## 行政
圣西梅翁德布雷雪的邮政编码为38870，INSEE市镇编码为38457。

## 政治
圣西梅翁德布雷雪所属的省级选区为比耶夫尔县。

## 人口

1962-2008年间圣西梅翁德布雷雪人口变化图示

圣西梅翁德布雷雪于2022年1月1日时的人口数量为3107人。